# Marea invazie mongolă

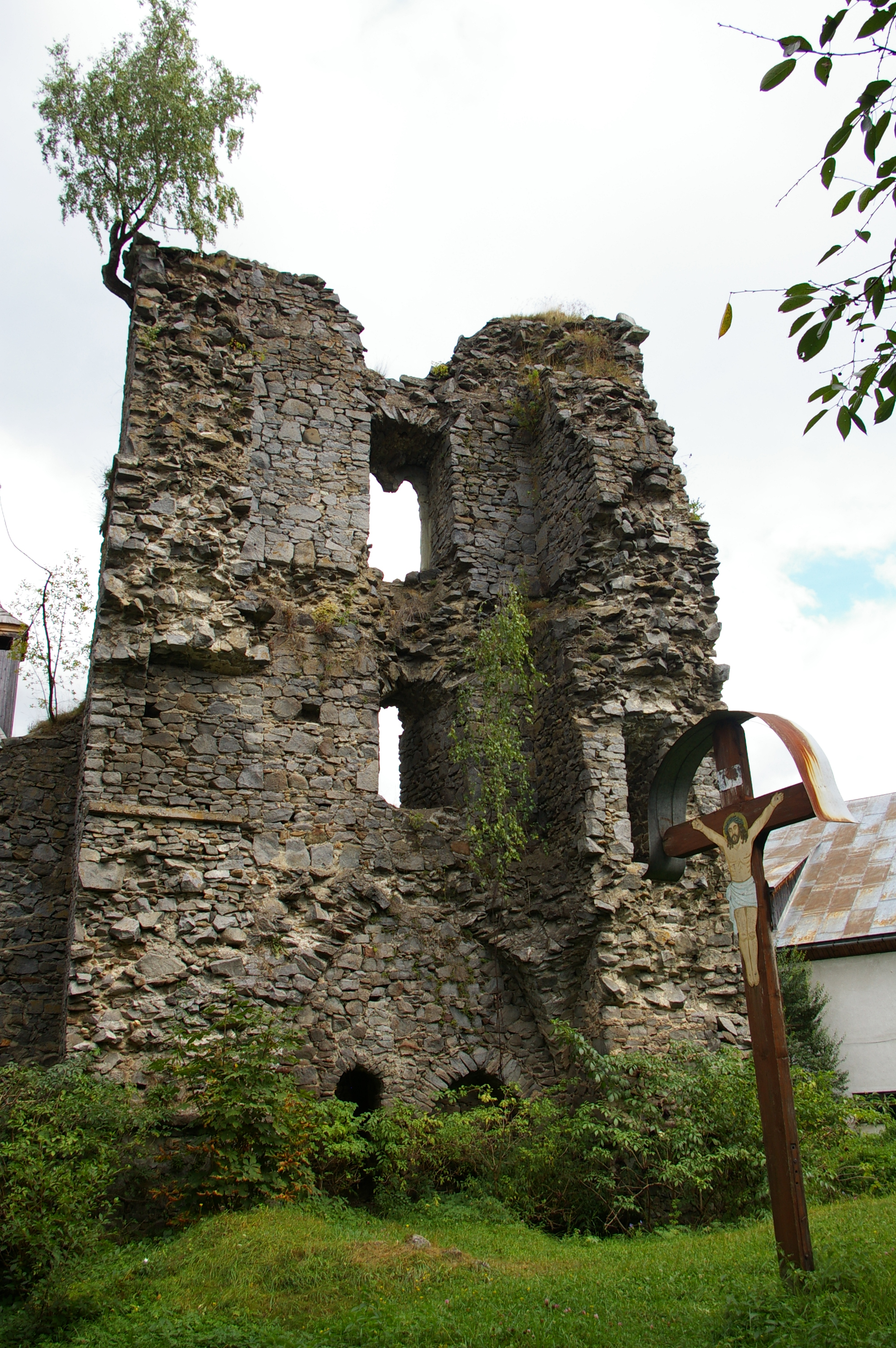
Ruinele bisericii medievale din Rodna

Invazia mongolă în Europa a avut loc în secolul al XIII-lea, sub conducerea lui Subutai, și a început cu distrugerea principatelor de est ale slavilor, cum ar fi Kievul și Vladimirul. Mongolii au invadat apoi Regatul Ungariei (Bătălia de la Mohi), sub comanda lui Batu Han (fiul lui Jochi Han), nepotul lui Ginghis Han, și Polonia fragmentată (Bătălia de la Legnica), sub comanda lui Kadan Han (fiul lui Ögedei Han), alt nepot al lui Ginghis Han.
Batu Han era interesat în primul rând de asigurarea frontierelor vestice ale noilor sale cuceriri din Rusia și Ucraina de azi, și doar după distrugerea armatelor maghiare și polone a început să se gândească la cucerirea  Europei de Vest. Cronicile mongole arată că Subutai plănuia cucerirea tuturor țărilor europene, începând cu un atac de iarnă asupra Austriei și alte state ale Sfântului Imperiu Roman, dar a fost chemat înapoi în Mongolia in primavara anului 1242 în urma morții lui Ögedei Han. Pentru mongoli, invaziile din Europa erau un teatru de operațiuni de importanță redusă față de cele din Orientul Mijlociu și China dinastiei Song.
O dată cu secolul al XII-lea, a început expansiunea mongolilor, triburi războinice care locuiau la nord de China. Sub autoritatea legendarului Ginghis Han, primul unificator al mongolilor, s-a constituit un vast imperiu.

## Mongolii
În Europa răsăriteană, năvălirile barbare au durat aproape fără încetare din secolul IV-lea până în secolul al XIV-lea. Popoarele din zona Europei de Est au fost expuse  invaziilor asiatice înainte de a-și constitui state puternice. În secolul al XII-lea, o mare amenințare a venit dinspre triburile mongole din nordul Chinei care ocupau regiunea deșertului Gobi, la frontiera Manciuriei.
Tătarii, sau mongolii, locuiau în vastele stepe asiatice, între pădurea din nord și munții din sud. Această zonă a fost întotdeauna un rezervor de popoare nomade , crescători de cai. În căutare de pășuni și de pradă, aceste popoare tulburau mereu pacea, pustiind teritoriile pe care le cotropeau.
Către 1200, Ginghis Han a reușit să unifice sub autoritatea sa toate triburile mongole. El a profitat de rivalitatea dintre ele pentru a le supune cu ajutorul cetelor sale de călăreți. Imperiul pe care l-a întemeiat se întindea din China de nord până în Rusia.

## Marea invazie mongolă

Expansiunea imperiului mongol

În anul 1227, succesorii lui Ginghis Han, sub conducerea Marelui Han Ogodai, au continuat cuceririle atât spre vest, către Europa, cât și spre sud-est, înspre China. Batu Han a început cucerirea Rusiei, ocupând în scurt timp cnezatele Moscovei, Kievului și Novgorodului. De la Kiev, armata mongolă s-a împărțit în trei grupuri. Primul grup a pustiit Polonia până în Silezia. Al doilea a pătruns în Ungaria și a zdrobit pe malul râului Sajo armata maghiară, ajungând până în Dalmația. 
Al treilea grup a străbătut Moldova și Muntenia, a învins oștile locale și apoi a pătruns în Transilvania, unde a distrus Alba Iulia, Rodna, Clujul, Oradea, Cenadul și Sibiul. Invazia din Transilvania a fost descrisă de canonicul orădean Rogerius, contemporan cu evenimentele, în cartea Carmen miserabile. În cursul marii invazii tătare din anul 1241, au fost distruse abația cisterciană de la Igriș și filia sa, abația cisterciană de la Cârța. 
Moartea Marelui Han Ogodai, în 1241, l-a determinat pe Batu să se retragă în Asia. Acolo, mongolii vor cuceri Bagdadul (1258), își vor organiza un stat puternic în Iran, iar urmașii lor din veacul al XVI-lea vor crea un alt imperiu în nordul Indiei.
Marea armată s-a retras, dar sudul Rusiei, Moldova și o parte a Munteniei au rămas sub dominația mongolilor. Ei au întemeiat în nordul Mării Negre un stat, cunoscut sub numele de Hoarda de Aur. În secolul al XIV-lea, acest stat se întindea de la Ural la Dunăre. Popoarele din această zonă au fost nevoite să recunoască suzeranitatea hanilor, care își aveau reședința la Sarai, pe malurile Volgăi.
Ocuparea stepelor sudice de către tătari a avut urmări importante pentru popoarele din Europa orientală. Ea a întrerupt, pentru mult timp, legăturile dintre Rusia și Bizanț și a întârziat, pentru câteva secole, înaintarea rușilor spre Marea Neagră și Dunăre. În acest interval, s-a definitivat procesul de constituire a poporului român. La sud de Carpați, tătarii au distrus stăpânirea cumanilor și au frânat expansiunea statului ungar. Ungurii și cumanii nu au mai putut împiedica dezvoltarea voievodatelor românești amintite pentru prima dată de documente în anul 1247. Au instituit temporar „pacea mongolă”, tot așa cum, în Antichitate, un alt mare imperiu cuceritor instituise „pacea romană”.